# Diocesi di Apartadó
La diocesi di Apartadó (in latino Dioecesis Apartadoënsis) è una sede della Chiesa cattolica in Colombia suffraganea dell'arcidiocesi di Santa Fe de Antioquia. Nel 2022 contava 497.568 battezzati su 668.700 abitanti. È  retta dal vescovo Carlos Alberto Correa Martínez.

## Territorio
La diocesi comprende 13 comuni di 2 dipartimenti nel nord-ovest della Colombia:
- nel dipartimento di Chocó i comuni di Acandí, El Carmen del Darién, Riosucio e Unguía;
- nel dipartimento di Antioquia i comuni di Apartadó, Arboletes, Carepa, Chigorodó, Mutatá, Necoclí, San Juan de Urabá, San Pedro de Urabá e Turbo.

Sede vescovile è la città di Apartadó, dove si trova la cattedrale di Nostra Signora del Carmelo (Nuestra Señora del Carmen).
Il territorio si estende su una superficie di 26.000 km² ed è suddiviso in 43 parrocchie, raggruppate in 5 vicariati: San Sebastián, Divina Eucaristía, Nuestra Señora del Carmen, San Juan de la Cruz, Santa María la Antigua.

## Storia
La diocesi è stata eretta il 18 giugno 1988 con la bolla Quo aptius di papa Giovanni Paolo II, ricavandone il territorio dal vicariato apostolico di Quibdó (oggi diocesi) e dalla diocesi di Antioquia, che contestualmente è stata elevata al rango di arcidiocesi metropolitana, assumendo il nome di arcidiocesi di Santa Fe de Antioquia.
Nel 1990 è stato istituito il seminario minore, e l'anno successivo anche quello maggiore, dedicato a Santa María la Antigua.
Nel 1992 è stato inaugurato il santuario di Santa María la Antigua, in occasione del cinquecentenario dell'evangelizzazione dell'America.

## Cronotassi dei vescovi
Si omettono i periodi di sede vacante non superiori ai 2 anni o non storicamente accertati.
- Isaías Duarte Cancino † (18 giugno 1988 - 19 agosto 1995 nominato arcivescovo di Cali)
- Tulio Duque Gutiérrez, S.D.S. (18 marzo 1997 - 25 luglio 2001 nominato vescovo di Pereira)
- Germán Garcia Isaza, C.M. † (1º marzo 2002 - 11 ottobre 2006 deceduto)
- Luis Adriano Piedrahita Sandoval † (3 luglio 2007 - 5 agosto 2014 nominato vescovo di Santa Marta)
- Hugo Alberto Torres Marín (29 settembre 2015 - 25 gennaio 2023 nominato arcivescovo di Santa Fe de Antioquia)[1]
- Carlos Alberto Correa Martínez, dal 19 marzo 2024

## Statistiche
La diocesi nel 2022 su una popolazione di 668.700 persone contava 497.568 battezzati, corrispondenti al 74,4% del totale.
| anno | popolazione | popolazione | popolazione | presbiteri | presbiteri | presbiteri | presbiteri                | diaconi | religiosi | religiosi | parrocchie |
| anno | battezzati  | totale      | %           | numero     | secolari   | regolari   | battezzati per presbitero | diaconi | uomini    | donne     | parrocchie |
| ---- | ----------- | ----------- | ----------- | ---------- | ---------- | ---------- | ------------------------- | ------- | --------- | --------- | ---------- |
| 1990 | 326.000     | 356.000     | 91,6        | 31         | 24         | 7          | 10.516                    | 1       | 8         | 58        | 21         |
| 1999 | 360.000     | 400.000     | 90,0        | 47         | 41         | 6          | 7.659                     |         | 12        | 94        | 30         |
| 2000 | 360.000     | 400.000     | 90,0        | 48         | 42         | 6          | 7.500                     |         | 12        | 95        | 31         |
| 2001 | 400.000     | 500.000     | 80,0        | 57         | 52         | 5          | 7.017                     |         | 11        | 95        | 32         |
| 2002 | 400.000     | 500.000     | 80,0        | 66         | 60         | 6          | 6.060                     |         | 11        | 90        | 32         |
| 2003 | 350.000     | 500.000     | 70,0        | 66         | 62         | 4          | 5.303                     |         | 10        | 95        | 37         |
| 2004 | 350.000     | 500.000     | 70,0        | 68         | 64         | 4          | 5.147                     |         | 10        | 95        | 37         |
| 2006 | 362.000     | 516.000     | 70,2        | 62         | 55         | 7          | 5.838                     |         | 14        | 94        | 38         |
| 2012 | 393.000     | 558.000     | 70,4        | 55         | 50         | 5          | 7.145                     |         | 10        | 116       | 42         |
| 2015 | 407.600     | 577.000     | 70,6        | 63         | 58         | 5          | 6.469                     |         | 8         | 35        | 42         |
| 2018 | 495.000     | 656.520     | 75,4        | 55         | 52         | 3          | 9.000                     |         | 5         | 95        | 43         |
| 2020 | 497.100     | 667.540     | 74,5        | 55         | 52         | 3          | 9.038                     |         | 5         | 95        | 43         |
| 2022 | 497.568     | 668.700     | 74,4        | 58         | 55         | 3          | 8.578                     |         | 5         | 87        | 43         |